# یواس‌ان‌اس هاوارد او لورنزن (تی-ای‌جی‌ام-۲۵)
یواس‌ان‌اس هاوارد او لورنزن (تی-ای‌جی‌ام-۲۵) (به انگلیسی: USNS Howard O. Lorenzen (T-AGM-25)) یک کشتی است که طول آن ۵۳۴ فوت (۱۶۳ متر) می‌باشد. این کشتی  در سال ۲۰۱۰ ساخته شد.